# Chalvington
Chalvington – wieś w Anglii, w East Sussex. W 1961 roku civil parish liczyła 126 mieszkańców. Chalvington jest wspomniana w Domesday Book (1086) jako Calvintone/Caveltone.